# 공초 (문서)
공초(供草)는 조선시대 형사 사건에서 죄인을 신문(訊問)한 내용을 초록해 놓은 기록문서이다. 
죄인을 신문하는 것을 취초(取招), 자백을 받는 것을 봉초(捧招), 두 번 이상 신문하는 것을 갱초(更招), 죄상을 사실대로 진술하는 것을 직초(直招), 신문에 대해 구술로 답변한 내용을 공사(供辭) 또는 초사(招辭), 공초(供招)라 하고, 죄인에 대한 신문·답변을 통틀어 공초(供草)라고 한다.

## 같이 보기
- 피의자신문
- 진술조서